# Megalodicopia
Megalodicopia is een geslacht uit de familie Octacnemidae en de orde Phlebobranchia uit de klasse der zakpijpen (Ascidiacea).

## Soorten
- Megalodicopia hians Oka, 1918
- Megalodicopia rineharti (Monniot C. & Monniot F., 1989)